# Kismarja, Hajdú-Bihar
Kismarja (în română Chișmaria) este un sat în districtul Derecske, județul Hajdú-Bihar, Ungaria, având o populație de 1.372 de locuitori (2011). 

## Demografie
Componența etnică a satului Kismarja
     Maghiari (95,08%)
     Romi (3,09%)
     Români (1,82%)
Componența confesională a satului Kismarja
     Reformați (54,15%)
     Fără religie (19,17%)
     Romano-catolici (5,61%)
     Greco-catolici (1,75%)
     Necunoscută (18,29%)
     Alte religii (2,19%)
Conform recensământului din 2011, satul Kismarja avea 1.372 de locuitori. Din punct de vedere etnic, majoritatea locuitorilor (95,08%) erau maghiari, existând și minorități de romi (3,09%) și români (1,82%).  Din punct de vedere confesional, majoritatea locuitorilor (54,15%) erau reformați, existând și minorități de persoane fără religie (19,17%), romano-catolici (5,61%) și greco-catolici (1,75%). Pentru 18,29% din locuitori nu este cunoscută apartenența confesională.